# Anawim
Con la palabra anawim (hebreo עֲנָוִים: “humildes”) o pobres de Yahwé algunos exégetas definen un grupo social en el mundo judío de los tiempos del Segundo Templo. Con este nombre la Biblia Hebrea se referiría frecuentemente a la gente humilde en el sentido más general de la palabra: desde la humildad de su situación económica, pasando por la humildad de carácter, hasta una actitud de sumisión absoluta a Dios). 
En principio, este concepto no indicaría más que una categoría social dentro de la sociedad judía. Algunos autores han propuesto que existe en la Biblia una cierta espiritualidad de los anawim, que es la que está tras los textos en los que se alude a esta categoría de personas. Se ha propuesto incluso que habrían existido ciertas comunidades definidas por esta espiritualidad, tal vez incluso sectas, algunas de los cuales habrían abrazado la fe cristiana sin perder su identidad de anawim.

## La palabra anawim
La palabra anawim (עֲנָוִים) es el plural de anaw (עָנָו). La palabra ʿanî (עָנִי) y su plural ʿaniyîm (עֲנִיִּים), que de hecho procede de la misma raíz, se puede considerar un sinónimo. Etimológicamente transmite la idea de estar agachado, inclinado o doblado. Este es también el significado general que tiene dentro de la Biblia Hebrea, aunque siempre de un modo simbólico, refiriéndose a una situación social o espiritual, no física. Por un lado, los anawim son los pobres, aquellos que están doblados bajo el peso de la opresión de los poderosos (cf. Is 32,7; Am 2, 7, Jb 24, 4; Pr 14, 21). Como Dios odia la injusticia, promete que va a poner una solución a estos abusos contra los humildes (cf. Isa 11, 4; 61, 1). Por otro lado, otros textos ven a los anawim como aquellos que se han mantenido sometidos a Dios y a su Ley, o sea, lo contrario de “los malos”, el auténtico pueblo de Dios (cf. Sof 2, 3; Sal 147, 6; Sal 149, 4); en otras palabras, los anawim son los verdaderamente piadosos, y Dios les promete salvación (cf. Sal 34, 3; Sal 37, 11). La palabra anaw tan solo aparece una vez en singular, y es para calificar al hombre más humilde del mundo: Moisés (Num 12, 3).

## Los anawim en el AT
En el s. XX algunos exegetas encontraron que en la Biblia Hebrea, y de modo muy particular en los salmos, había toda una serie de textos que hablaban de la temática de los pobres y humildes —Dios no se olvida del grito de los pobres/humildes (cf. Sal 9, 13)—, y no raramente utilizarán la palabra anawim para de definir esta temática.
Sin embargo, otros exegetas irán más allá, sugiriendo que con “anawim” se entiende más que una categoría de personas: indicaría toda una corriente religiosa dentro del judaísmo, incluso tal vez grupos religiosos bien definidos. Raymond Brown sugiere que tras el Exilio de Babilonia la gente humilde comenzó a verse a sí misma como “el resto de Israel” que Dios iba a salvar. La idea de “el resto” se encuentra a lo largo del AT en varias épocas: cuando cae el Reino de Israel, cuando la primera deportación a Babilionia… Tras el exilio, habrían sido los “humildes de la tierra” los que comienzan a considerarse el resto, y el Sal 149, 4 sería un reflejo de esta idea al identificar al verdadero pueblo de Dios con los humildes: “El Señor se complace en su pueblo, adorna de salvación a los humildes (anawim)”. Brown considera que también se podría concluir que la espiritualidad de este grupo estaba vinculada de modo especial al templo, puesto que estos textos de los anawim se encuentran a menudo en los salmos, que tienen su origen en un ambiente de culto. El mismo Raymond Brown considera que los miembros de la secta del Qumrán eran una rama de los anawim, aunque con sus doctrinas peculiares, como el rechazo del templo que había en Jerusalén.

## Los anawim en el NT
Algunos autores afirman que habría existido una comunidad de anawim judíos convertidos al cristianismo. Raymond Brown, por ejemplo, considera probable que algunos anawim, viendo la doctrina y la vida humilde de Jesús, habrían encontrado en él el cumplimiento de sus esperanzas mesiánicas. Es más, según Brown, el Magníficat (Lc 1, 46-55) y el Benedictus (Lc 1, 68-79) serían cánticos compuestos por miembros de este grupo, ya que rezuman espiritualidad de los anawim y, al mismo tiempo, reconocen que ya ha llegado la salvación en Cristo. Brown ve indicios de la existencia de estos grupos de anawim cristianos en la descripción que Lucas hace de la primitiva comunidad cristiana descrita en Hch 2, 43-47 y 4. 32-37, donde se verían dos características de los anawim: por un lado, los cristianos aparecen vendiendo todas sus posesiones para distribuirlo entre los pobres, y, por otro, se ven frecuentemente rezando en el templo.

## Crítica
Aunque la existencia de los grupos de anawim judíos e incluso cristianos fue una idea bastante bien acogida en el s. XX y aparece frecuentemente en libros de espiritualidad, ha recibido serias críticas de otros exegetas. Salvador Muñoz Iglesias, considera que los anawim se refiere más a una actitud que a un grupo concreto de cristianos. Como dice Ulrike Mittmann-Richert, la espiritualidad anawita indica más una serie de temas que se encuentran en la Biblia que una secta o una corriente del judaísmo.